# ワドルディ
ワドルディ (Waddle Dee) は、ゲームソフト「星のカービィシリーズ」に登場する架空のキャラクター。
ワドルディの一個体であるバンダナワドルディおよび、ワドルディの派生キャラクターであるワドルドゥも本項にて記述する。

## 概要
星のカービィシリーズにおいて初代『星のカービィ』から登場しているキャラクター。主人公のカービィ以外では唯一のシリーズ皆勤キャラクターである。英語では"Waddle Dee"と表記する。名前に含まれるWaddleは「よちよち歩く」という意味であり、名前の由来になっている。体型はカービィと同じで、かなり丸い。体色は、顔の部分が肌色、それ以外が赤（色違いも存在する）で足が黄色（肌色や茶色、オレンジの場合も）というのが基本。一部の漫画では、その外見や色からか「猿」と呼ばれていることもあった。
基本的に歩いているだけであるため、敵キャラクターの中では最も弱い部類に入る。中にはジャンプしたり、ダッシュで追いかけてくる種類もいる。ただし『星のカービィ スーパーデラックス』や『星のカービィ ウルトラスーパーデラックス』のヘルパー、『星のカービィ64』、『毛糸のカービィ』に登場するもの以外では、横から触れたり、踏みつけるなどするとダメージを受け、それとともに敵側に体力ゲージのない作品ではそのまま消え、体力ゲージのある作品では何度か接触すると消える（ただし『コロコロカービィ』では障害物としての役割からか、接触しても消えないため、跳ね上げてアイテムへ変化させることでしか倒せない）。
一方で、「スキーワドルディ」などの派生キャラクターが多いことでも知られている。また、敵以外の役回りで登場することもあり、たとえば『星のカービィWii』では彼らの代表格として「バンダナワドルディ」が登場し、以降の作品においてもカービィの友として登場するようになった。
カービィ系のゲームやアニメに総出演しているばかりか、『大乱闘スマッシュブラザーズシリーズ』にも登場している。『スマッシュブラザーズDX』では「フィギュア名鑑（任天堂のキャラクター図鑑）」のみの登場だが、『スマッシュブラザーズX』ではその他にデデデ大王の登場の際にデデデを担ぐ役、デデデの横必殺ワザである「ワドルディ投げ」と最後の切りふだ「ワドルディ軍団」、同ゲーム内のアドベンチャーパート『亜空の使者』ではルイージを怯えさせたり（当の彼らはただ歩いているだけ）、デデデ大王がワリオからフィギュア化したキャラクターを強奪する際に大挙してワリオを取り囲んで足止めを食らわせるなど出番が多い。
25周年公式サイト上ではカービィ、メタナイト、デデデ大王と同様に代表キャラとして紹介されており、同記念イベント関連ではレポーターを務める。
2018年のエイプリルフールのネタとして、「星のワドルディ25周年」というwebサイトが作られ、『星のカービィ スターアライズ』ならぬ「星のワドルディ スターアライズ」と、『カービィ バトルデラックス!』ならぬ「ワドルディ バトルデラックス!」が紹介された（エイプリルフールのネタなので実際に発売される予定はない）。

## 敵キャラ以外での登場
『スーパーデラックス』の「メタナイトの逆襲」では、戦艦ハルバードのブリッジ要員としても登場。水兵のような帽子を被っている。他のメンバーと比較すると呑気で天然な性格だが、時に攻略に役立つことを洩らす。最後の最後（カービィとメタナイトの直接対決時）まで船内に残っていたが、その後の描写はなされていない。また、「激突！グルメレース」ではレースの審判員として登場している。
『カービィのきらきらきっず』では通信対戦の際に、2P用のキャラクターとして登場する。
『星のカービィ64』ではカービィの仲間キャラの1人になり、冒険の先々で手助けをする。持ち前の器用さを生かし、トロッコを始め、リフトやそりなど、移動面で協力する。時に可愛らしい一面も見せる。ムービーのタイトルから、一人称は「オイラ」、口癖は「ッス」だと読み取れる。ただし公式サイトでは一人称が「ぼく」になっており、穏やかで大人しい口調になっている。
『星のカービィ ウルトラスーパーデラックス』の『はるかぜとともに』のエンディングではプププランドの住民として登場する。一方で初心者の部屋の観客はカービィに似た住民である。
『タッチ!カービィ』ではカービィで一度ゲームをクリアすると、「ワドルディボール」としてカービィに代わるプレイヤーキャラとして操作可能になる。カービィと比べてかなり弾んで移動するのが特徴。
『星のカービィ ディスカバリー』では『64』と同様にカービィの味方として複数登場する。最初は「ビースト軍団」によって各ステージ内に囚われており、救出することで「ワドルディの町」を拠点として町を発展させつつカービィを手助けするようになる。

### バンダナワドルディ
デデデ大王の部下である、頭にバンダナを巻いたワドルディ。
ワドルディの派生キャラの中では登場回数が多く、カービィの相棒のような役割を獲得している。またアニメ版や『星のカービィ64』のワドルディと違い言葉を発することができ、一人称も「ぼく」である。初登場以来ほとんどの作品に何かしらの形で登場しており、準レギュラーのような立場になっている。主人であるデデデ大王より活躍する作品も多い一方で、『バトルデラックス!』以外の作品ではデデデ大王やメタナイトと異なりストーリーに絡む事は皆無でありゲーム本編内においてはカービィとの人間関係は明らかにされていない。
初出は『ウルトラスーパーデラックス』で、先述した「ワドルディ（ボス）」が青いバンダナを被っている（ただし名義はワドルディのまま）。その他、追加モードの「大王の逆襲」にも登場。下部ウインドウでデデデ大王と会話していたり、最後の「マスクドデデデ」との対決で背景やエピローグのムービーで登場している。同モードのステージ5後半と「格闘王への道」では中ボス扱いで登場するが、耐久力は通常のワドルディより高い反面、攻撃らしい攻撃を一切仕掛けてこないので非常に弱い。
その後、『あつめて!カービィ』において、ミニゲーム「空中探検隊EOS」のメタナイト戦での背景に上記の船員ワドルディと共に再登場する。
『星のカービィ Wii』『星のカービィ Wii デラックス』では、デデデ大王、メタナイトと共にカービィと共闘する。さらにマルチプレイ時のプレイヤーキャラとしても使用可能。武器は槍で容姿は頭に青いバンダナをつけた状態のワドルディ（後述するが『ウルトラスーパーデラックス』ではバンダナワドルディと表記している）。同じく仲間キャラだった『64』では雑魚敵としてのワドルディは登場しなかったが、今作では雑魚敵としてのワドルディも登場する。この作品でのプレイヤーキャラ4人の中ではかなりのテクニカル系で技は今作で新設されたコピー能力「スピア」をベースとしている。飛ぶときは、ワドルディはカービィやデデデ大王のようにホバリングできず、メタナイトのように翼も持たないため、槍をヘリコプターのように回して飛んでいる。
『タッチ!カービィ スーパーレインボー』では、クレイシアによってポップスターの色が奪われ、動けなくなっていたところをカービィと共にエリーヌに救われ、ポップスターの色を取り戻すためにカービィと共闘する。マルチプレイ時の2P以降のプレイヤーキャラとして使用可能。『Wii』と同様に頭にバンダナを巻き、槍を武器とする。また、『64』と同様に今作では雑魚敵としてのワドルディは登場しない。カービィとは違って転がらずに自分の足で移動するほか、オープニングでエリーヌを追ってきたグラバーを槍で撃退したことから、カービィでは撃退できないグラバーを撃退できる唯一の存在となっている。
『20周年スペシャルコレクション』ではOPとEDに登場。『トリプルデラックス』『ロボボプラネット』ではアシストキャラとして登場する。
『バトルデラックス!』ではストーリーモードのカービィのパートナーを務める。能力はパラソルをベースにした性能となっている。また公式配信された「必勝法映像」ではスージーのアシスタントとしてバトル競技の必勝法を解説している。声優は齋藤彩夏。
『スターアライズ』ではドリームフレンズの一人として登場。能力はスピア。
『ディスカバリー』ではマルチプレイ時の2Pプレイヤーキャラとして使用可能。能力はスピア。
関連は不明であるが、『スーパーデラックス』時点から存在するミニゲーム「かちわりメガトンパンチ」でも対戦相手として同じ姿のワドルディが登場している。

### ワドルディレポート隊
シリーズ公式X（旧Twitter）アカウント内で様々な報告（ポスト）を行う4人組であり、それぞれレポーター、カメラ、音声、AD
の役割を持つ。ゲームでは『カービィ バトルデラックス!』に登場。

## ワドルドゥ
ワドルディ同様、星のカービィシリーズの最初に登場した雑魚キャラクター。英語では"Waddle Doo"と表記する。
アニメ版のワドルドゥについては後述の「アニメ版でのワドルドゥ」の項を参照。顔の部分は大半が巨大な目に占められており、肌色の部分は無く、体色は赤（色違いも存在する）で足は黄色（初期は緑で、肌色やオレンジ、紫の場合も）というのが基本。頭に2本（初期は3本）の毛が生えているのが特徴。
性格はワドルディに比べて攻撃的で、カービィを見つけると積極的に目からビームを発射してくる他、パラソルを持っている者もいる。攻撃されると涙を流す。吸い込むと「ビーム」をコピーできる。シリーズで初めて登場する、能力を持った敵がこのワドルドゥである。
『星のカービィ64』では、ダーク・リムルに乗っ取られたワドルディが酷似する姿になっているが、ビームは放たない。また、『大乱闘スマッシュブラザーズX』でのデデデの横必殺ワザである「ワドルディ投げ」と、最後の切りふだ「ワドルディ軍団」でビームを放つワドルドゥがたまに出現する事がある。
一部の漫画では目の下に口がある。

### 雑魚キャラ以外での登場
『タッチ!カービィ』ではワドルドゥボールとしても登場し、プレイヤーキャラとして使用可能。ポーズ時に見られるキャラクター説明では「ついに登場 ドゥ隊長!」と記述されている（「ついに登場」とあるのは、ゲーム中ではニンテンドーDSのダブルスロット機能を使わない限り、他のキャラクターボール4人でゲームクリアしなければ使用できないため）。また、ワドルドゥボールのカラーリングはアニメ版のもの（オレンジ色）を意識しており、クリア後に見られるムービーでは見張りらしき行為をしている。『星のカービィWii』と『ロボボプラネット』では中ボスとして、大型のワドルドゥであるキングスドゥが登場する。

## アニメ版でのワドルディ
アニメ版『星のカービィ』では、ワドルディはデデデ城の中で最も下級の家来として登場する。非常に人数が多く（第47話では少なくとも1,580人以上、第68話では2,000人）、外見のみならず性格や運勢に至るまで全員が完全に同一である。そのため、本人はおろか司令官のワドルドゥですら個体の識別ができない。普段は無表情だが喜怒哀楽は豊か。人語を話すことはできないが、感情表現を露わにする際は効果音が鳴り、ワドルディ同士では「ワニャワニャ」という独特な言語で会話する（第74話など）。
大昔、集団で海を越えてプププランドに現れ、一宿一飯の恩義を与えてくれたデデデ大王の家来となった。忠誠はあくまでも恩義の対価であるため、食事を粗末にされると忠義心を失い反乱を起こす。器用で大抵のことは何でもできるため、警備、調理、チャンネルDDDのスタッフ、消防、洗濯、建築作業など城の管理全般を任されている。デデデの身の回りの世話や、彼考案の大規模な悪巧み、イベントスタッフなどに駆り出される事も多い。その一方で大の仕事好きでもあり、デデデによって商品として売りに出された際も一切不満を抱かず、購入したププビレッジの住民から頼まれた雑務に一切逆らわずに何でもこなしていた。このとき、ワドルディを最初に購入したレン村長は車の運転を依頼しており、さらに第71話では船の操縦も出来る事も判明した。なお、デデデに商品として扱われるという非人道的な行いをされても一切反発しなかった理由は、ワドルドゥ曰く「忠義者で逆らえない」とのこと。
ゲームと同様に口はないが、顔の中央の皮膚から食物を吸い込むようにして食事を摂る。エスカルゴンの計算によると、部下のワドルディ全員の1食あたりの食事代は9,980万デデンであり、1人分でもデデデの5倍に及ぶ（第92話。その時のデデデの食事はカップ麺であった）。
デデデの家来ではあるがカービィに対する敵意は皆無で、第92話ではワドルディ用の食堂にカービィが紛れ込んでも一切気にせずに食事をともにした。また、第21話でローナ王女が休暇でプププランドに訪れた事になった際は食料と持ち物を運んでる最中にカービィがスイカを運んで紛れ込んでも一切気にしなかった。第47話ではカービィと共闘して魔獣を倒しており、同話ラストではゲーム版のカービィがステージクリア時に行うのと同じ踊りを彼と共に踊った。
基本的には脇役だが放送当時の視聴者からの人気は高く、公式サイトでのキャラクター人気投票では第1位を獲得したため、以降ワドルディ達がメインとなるエピソードが作られるようになった。

### アニメ版でのワドルドゥ
声優：神崎ちろ（第6話）→小松里賀（第12、28-29話）→水谷優子（第26、33-100話）
デデデ大王の家来であり、ワドルディをまとめる司令官。作中では「ワドルドゥ隊長」と呼ばれている。数え切れないほど大勢いるワドルディ達とは対照的に、城には1人しかいない。本人曰く、ワドルディとは厳密には違う種族とのこと（第47話）。
ゲームとは違い、カービィがワドルドゥを吸い込んでビームカービィになる事はない。また、ワドルドゥ自身もビーム能力を持たず、戦うときは腰に下げている短剣を使う。デデデのピンチを知ると大勢のワドルディを率いて救出に向かう果敢な性格で、ワドルディもワドルドゥの指示通りに動くなど、ワドルディからの人望は非常に厚い。
デデデに絶対的忠誠を誓っており、彼の悪事に加担することもある。しかしデデデと違い根は善良で、彼が絡まない場合はカービィやフームをはじめとしたププビレッジの住人達とも一切蟠りを見せず普通に接している。
語学に長けており、人語の他にワドルディの言語を通訳できる。第48話では外国から来た観光客の通訳を担当。またワドルディ同様運転ができる。一方で数字には弱く、ワドルディの数を10人までしか数えられない（第47話）。第83話では小学校に入学。口はないが、カツサンドを食べていたり、パイ投げ用のパイを「まずい」と認識している描写があった。

## 漫画版でのワドルディとワドルドゥ
星のカービィ（さくま良子版）
ワドルディは、ポピーブラザーズジュニアと共にデデデ大王の部下として登場。全く喋らず、カービィとは仲良し。ワドルドゥは普通にプププランドの住人として登場している。
星のカービィ デデデでプププなものがたり
どちらともプププランドの住人として登場している。
星のカービィ プププランドの仲間たち
ワドルディは、ブルームハッターとキャピィ、スカーフィと共にカービィの友達として登場。カービィの友達4人の中で一番の常識人。ワドルドゥは普通にプププランドの住人として登場している。
星のカービィ カービィ&デデデのプププ日記
ワドルディは普通のプププランドの住人や、デデデ大王の部下兼ワドルディたちのリーダー格のパラソルワドルディとして登場している。ワドルドゥはプププランドの住人の他、ドーナツ屋のオーナーとして登場している。
星のカービィ! も〜れつプププアワー!
どちらともプププランドの住人として登場している。
星のカービィ プププヒーロー
ワドルディはデデデ大王の兵士として登場している。ワドルドゥはポピーブロスJr.と共にデデデ大王の部下として登場しており、さらにワドルディたちの隊長となっている。

## ノベライズ版
角川つばさ文庫の小説版にて、カービィの親友として登場している。デデデ大王の部下でもあるため、カービィとの関係は内緒ということにしている。デデデ大王を尊敬している上に温和で友情思いの心優しい性格であり、それ故デデデ大王とカービィの間で板ばさみになる苦労人である。『星のカービィ　スターアライズ　フレンズ大冒険!!編』で戦うように。手先が器用で料理やお金の計算なども得意。
本作では、元々は「ワドルディ」は一人しかいないという設定だった。10巻『星のカービィ 決戦! バトルデラックス!!』にて「ワドルディプリンター」で無数のコピー個体が生み出されたため、ワドルディ（のコピー）が大量に登場するようになった。これらのコピーはデデデ大王の部下として働くことになる。また、オリジナルのワドルディはコピーと区別するために青いバンダナを頭に巻き、ゲームに於ける「バンダナワドルディ」になった。